# بوب مورس
بوب مورس (بالإنجليزية: Bob Morse)‏ مواليد 4 يناير 1951 في فيلادلفيا، هو لاعب كرة سلة أمريكي معتزل. بدأ مسيرته الاحترافية في سنة 1972. تم اختياره من قبل فريق بوفالو بريفز خلال الدرافت. يبلغ طوله 6 قدم 8 بوصة (2.0 م). اعتزل اللعب في 1986. لعب مع بالاكانسترو فاريزي وبالاكانسترو ريجيانا.

## روابط خارجية
- بوب مورس على موقع سبورتس رفرنس (الإنجليزية)
- بوب مورس على موقع كلية كرة السلة في سبورتس رفرنس.كوم (الإنجليزية)
- بوب مورس على موقع ريلجم (الإنجليزية)